# Rong Guotuan

Yung Kuo-Tuan (en chino tradicional, 容國團; en chino simplificado, 容国团; pinyin, Róng Guótuán; jyutping, jung4 gwok3 tyun4; 10 de agosto de 1937 - 20 de junio de 1968), más conocido como Rong Guotuan, fue un jugador chino de tenis de mesa.
En 1959, en los campeonatos del mundo de Dortmund, Rong ganó la medalla de oro individual, convirtiéndose en el primer deportista de la República Popular China en conquistar un título mundial en cualquier deporte. Durante la Revolución Cultural fue señalado como sospechoso de espionaje. Se suicidó el 20 de junio de 1968.

## Primeros años
Yung Kuo-Tuan nació en Hong Kong en 1937. Su familia era originaria de Nanping, en el condado de Zhongshan (en la actualidad la ciudad-prefectura de Zhuhai en la Provincia de Cantón, sur de la República Popular China). Comenzó a jugar al tenis de mesa desde su niñez y participó en competiciones en Hong Kong como junior. En 1957, Yung regresó a China e ingresó en el Instituto de Cultura Física de Guangzhou. En 1958 se unió al equipo de tenis de mesa de la provincia de Guangdong y ese mismo año ganó el campeonato nacional. Posteriormente fue seleccionado como miembro de la selección nacional china.

## Primer título mundial de China
La participación de Rong en el campeonato del mundo comenzó en Dortmund en 1959. En la competición por equipos masculinos, la selección china se enfrenta a la de Hungría en las semifinales. Rong perdió ante Zoltán Berczik, el campeón de Europa en 1958, en tres juegos. Derrotó a Laszlo Foldy pero perdió ante el ganador del campeonato del mundo de 1953 Ferenc Sidó en el octavo partido del encuentro. El equipo chino fue derrotado por Hungría por 3-5.
En la competición individual, Rong registró 7 victorias consecutivas y se hizo con el título, convirtiéndose en el primer deportista de la República Popular China en conquistar un título mundial en cualquier deporte. La primera pelota de tenis de mesa de la hoy mundialmente conocida marca «Double Happiness» (DHS, chino: 红双喜) fabricada en China para las competiciones internacionales recibió ese nombre tras la victoria de Rong en el mundial y el décimo aniversario del establecimiento de la República Popular China en 1959.
En los campeonatos del mundo de 1961 celebrados en Pekín, Rong formaba parte del equipo masculino chino que obtuvo la medalla de oro tras derrotar a Japón y Hungría en las finales. En 1964 fue nombrado entrenador de la selección nacional femenina de China. Bajo su dirección y la de otros entrenadores la selección femenina china ganó su primer campeonato mundial en 1965.

## Caída, muerte y rehabilitación
La Revolución Cultural iniciada en 1966 provocó que muchos deportistas profesionales fueran denunciados como «brotes de revisionismo» y el equipo chino no participó en los campeonatos del mundo de 1967. Rong y otros miembros de la selección nacional, como Fu Qifang y Jiang Yongning, fueron puestos bajo arresto domiciliario por guardias rojos. Fueron condenados por cargos inventados de espionaje y sometidos a tortura y a la humillación pública. Fu y Jiang se suicidaron después de prolongados períodos de detención y tortura en 1968. Rong Guotuan se ahorcó el 20 de junio del mismo año.
En 1978, la Comisión Estatal de Cultura y Deportes china rehabilitó el honor de Yung Kuo-Tuan. En 1987 se le erigió una estatua de bronce en la ciudad de Zhuhai.